# Kanton Clermont-Ferrand-Centre
Kanton Clermont-Ferrand-Centre (fr. Canton de Clermont-Ferrand-Centre) je francouzský kanton v departementu Puy-de-Dôme v regionu Auvergne. Tvoří ho pouze centrum města Clermont-Ferrand. Kanton vznikl v roce 1982 oddělením od kantonu Clermont-Ferrand-Sud.